# Miyawaka
Miyawaka (宮若市, Miyawaka-shi) est une ville située dans la préfecture de Fukuoka, sur l'île de Kyūshū, au Japon.

## Géographie

### Situation
Miyawaka se situe dans le nord de la préfecture de Fukuoka.

### Démographie
En janvier 2022, la population de Miyawaka s'élevait à 27 036 habitants, répartis sur une superficie de 139,99 km2.

## Histoire
La ville de Miyawaka a été créée en 2006 de la fusion des anciens bourgs de Miyata et Wakamiya.

## Économie
Toyota Motor Kyushu possède une usine de fabrication à Miyawaka.